# Rio Dali
O rio Dali (em turco: Dali çayı[a]), o antigo Ali (em armênio: Աղի գետ; romaniz.: Ałi get), é um rio do distrito de Erjixe, na província de Vã, na Turquia. Nasce nas encostas oeste das montanhas Salcanse, a uma altitude de 2 240 metros. Flui por 30 quilômetros e deságua no lago de Vã, a partir da cidade de Erjixe. Na Antiguidade, banhava o distrito (gavar) de Aliovita, na província de Turuberânia do Reino da Armênia.